# Jakob Micyllus
Jakob Micyllus (Strasburgo, 6 aprile 1503 – Heidelberg, 28 gennaio 1558) è stato un umanista tedesco.

## Biografia
Micyllus nacque con il come Jakob Moltzer a Strasburgo. Dal 1518 al 1522 studiò a Erfurt, poi alla fine del 1522 andò dall'insegnante Filippo Melantone a Wittenberg. Dal 1524, all'età di ventanni, diresse la scuola latina di Francoforte, su raccomandazione di Melantone. Ma non si trovò a suo agio con la riforma protestante diffusasi a Francoforte dal 1526, e successivamente trovò un posto come professore a Heidelberg, nel gennaio 1533.

## Opere principali
- Varia epigrammata graeca & latina & alia carmina graca, Basel 1538;
- Sylva variorum carminum;
- Commentataria in Homerum, Basel 1541;
- Annotationes in Joh. Bocatii genealogiam Deorum, Basel 1532;
- Scholia ad Martialis obscuriores aliquot locos;
- Ratio examinandorum versuum;
- Calendarium;
- Carmen elegiacum de ruina arcis Heidelbergensis, quae facta est 1537;
- Annotationes in Ovidium, & in Lucanum;
- Arithmetica logistica;
- Euripidis vita, Basel 1558;
- De Tragaedia & ejus partibus;
- Traductio aliquot operum Luciani cum scholiis;
- Annotationes in Euripidem, Basel 1562;
- Urbis Francofurdi gratulatio ad Caronum, Leipzig 1530;